# Pawło Tarnowecki
Pawło Heorhijowycz Tarnowecki, ukr. Павло Георгійович Тарновецький  (ur. 21 lutego 1961 w Storożyncu) – ukraiński lekkoatleta, wieloboista, uczestnik letnich igrzysk olimpijskich w Seulu (1988). W czasie swojej kariery reprezentował Związek Socjalistycznych Republik Radzieckich.

## Sukcesy sportowe
Największy sukces na arenie międzynarodowej odniósł w 1987 r. w Rzymie, zdobywając brązowy medal mistrzostw świata w dziesięcioboju (z wynikiem 8375 pkt, za Torstenem Vossem i Siegfriedem Wentzem). W 1988 r. wystąpił na igrzyskach olimpijskich w Seulu, zajmując w finale dziesięcioboju 10. miejsce (z wynikiem 8167 pkt).

## Rekordy życiowe
- dziesięciobój – 8375 – Rzym 04/09/1987
- siedmiobój (hala) – 5916 – Zaporoże 11/02/1984